# دهستان تاتور
دهستان تاتور (به لاتین: Tähtvere Parish) یک دهستان در استونی است که در شهرستان تارتو واقع شده‌است.